# هارلوک: دزدان فضایی
هارلوک: دزدان فضایی (انگلیسی: Harlock: Space Pirate) یک فیلم انیمه در ژانر علمی تخیلی، اکشن، و درام است که در سال ۲۰۱۳ منتشر شد.

## بازیگران
- هاروما میورا
- میوکی ساواشیرو
- شون اوگوری
- یو آئوی
- آراتا فوروتا
- کیوشی کوبایاشی
- جسیکا بون